# Distrito de Wetterau
Wetterau es un Landkreis (distrito rural) en la Región de Darmstadt del estado federal de Hesse (Alemania), la capital del distrito recae sobre la ciudad de Friedberg. Los distritos vecinos son: al norte el distrito de Gießen, el distrito de Vogelsberg, el distrito de Meno-Kinzig, así como la ciudad independiente (kreisfreie Stadt) de Fráncfort del Meno, el distrito del Alto Taunus y el distrito de Lahn-Dill.

## Geografía
El nombre del distrito proviene de la comarca del Wetterau, ubicada al norte de Fráncfort del Meno, una de las más rurales de Hessen. El territorio se encuentra rodeado del río Wetter. Al oeste se encuentra el Taunus. Se encuentran numerosos yacimientos minerales y fuentes termales (Bad Nauheim, Bad Vilbel, Rosbach). 

## Composición del distrito
| 1. Bad Nauheim 2. Bad Vilbel 3. Büdingen 4. Butzbach 5. Friedberg 6. Gedern 7. Karben 8. Münzenberg 9. Nidda 10. Niddatal 11. Ortenberg 12. Reichelsheim 13. Rosbach v.d. Höhe | 1. Altenstadt 2. Echzell 3. Florstadt 4. Glauburg 5. Hirzenhain 6. Kefenrod 7. Limeshain 8. Ober-Mörlen 9. Ranstadt 10. Rockenberg 11. Wölfersheim 12. Wöllstadt |